# Sjwaampop
Sjwaampop is een jaarlijks, tweedaags gratis popfestival, dat sinds 1983 plaatsvindt in Swalmen in de gemeente Roermond. Het festival duurt sinds 2012 twee dagen en trekt per dag enkele duizenden bezoekers. Sinds 2022 wordt het festival gehouden op het Evenemententerrein In de Häöfkes in Swalmen, voorheen bevond het zich om de hoek van het nieuwe terrein, op de Markt.
Tot 2014 hield Sjwaampop ook het evenement: Sjwaampop Podium. Dit was een jaarlijks terugkomende contest voor lokale bands. De winnaar van deze competitie kreeg een plek als opener van Sjwaampop. Sinds het ophouden van deze contest zijn er samenwerkingen geweest met o.a. Nu of Nooit. Sjwaampop wil als regionaal festival altijd een regionale, beginnende act de kans geven om het festival te openen.
In 2024 wordt de 40e editie gehouden van het festival. Dit doordat er in 2020 en 2021 geen festival heeft plaatsgevonden wegens de corona pandemie.

## Line-up
| Jaargang | Acts |
| -------- | --- |
| 2002     | Liftid, The Holy Goats, Right Direction, The Vindicators, Band Zonder Banaan, From U.S.A. en The Big Town Playboys |
| 2003     | Apesjit, Sideshift Harry, Monzo Bizarro, De Snevo's, The Crox, Beef en Mo Jones |
| 2004     | Mad Creation, Mindfold, Sandusky, Guns N' Roses, Wild Turkey, Thé Lau en Mark Foggo's Skasters |
| 2006     | Circle J, GEM, Mala Vita, Massive Impact, Ratz, Synchronicity en The Mellotones |
| 2007     | After Forever, Bedtime for Bonzo, Jan Akkerman, Kings of the Day, Mark Foggo's Skasters, The Hot Buskers, The Juke Joints, Viberider en Autopilot                                                                                      |
| 2008     | Ellefhonkt, Good Things End, Janse Bagge Bend, Kraak & Smaak, Leaf, Rage on Stage en Soullab |
| 2009     | Autopilot, Cyrcus, DeWolff, Fisk, Red Hot Chili Bastards, Soulvation en Stereo |
| 2010     | C-Mon & Kypski, Caro Emerald, Chef Special, Rigby, Soundbite, Starfucker en Stormrider |
| 2011     | Baskerville, Go Back to the Zoo, Handsome Poets, Moose Da Beat, Newborn Attitude en Yasmin |
| 2012     | Bassfaders, Dj ICL0, Sillo & Mootje, Beatfactory, Stickyfingers, SvaiY&VekxvsMaxM, La Fuente, Anneke van Giersbergen, Cynthia Janes, Kill Ferelli, Memphis Maniacs, Miss Montreal en The Hype                                          |
| 2013     | DJ Admin, Girls Love DJ's, Puresang, Roel Berson, Stickyfingers, SvaiY&VekxvsMaxM, Dearworld, Delain, Moke, Hector, Scrum en Splendid                                                                                                  |
| 2014     | P.I.M., DJ Admin, Remi Rodar & Johnny Mason, DJ BIX, BUSKRUIT, Dirtcaps, Puresang, Mr. Polska, The Mothmen, Reincarnatus, Dead Man's Curse, Bazzookas, DI-RECT, De Staat                                                               |
| 2015     | Vato Gonzalez ft. Mc Tjen, Kevin Janssen & Tommy Pandoi, Steve Nipples, Jägerstrike, TOM & JAME, Deepend, LNY TNZ, Douwe Bob, Daimy Lotus, Audio Adam, DeWolff, Project Bongo, Stream of Passion, Memphis Maniacs                      |
| 2016     | Walking Skies, De Funk, Luminize, The Deaf, Peter Pan Speedrock, Lucas Hamming, The Dirty Daddies |
| 2017     | The Scientists, Mister & Mississippi, Moss, Barry Hay Flying V Formation, Call it Off, STAVAST, Projekt Rakija, Heavy Hoempa, Lady Bee, F1rstman, Dansado & De Feestneger, It All Started In the Nineties, Team Sfeerbeheer, MC Boogie |
| 2018     | Ragtime Rumours, The Overslept, Phantom Elite, Van Dik Hout, Miss Montreal, ProdigyXL, DUNE, La Fuente, Puinhoop Kollektiv, DJ Admin, Jägerstrike                                                                                      |
| 2019     | Wulf, Navarone, Son Mieux, Janse Bagge Bend, Wild Romance, Chalkdust, Johan Gielen, Puinhoop Kollektiv, The Boy Next Door, The Firm, TREN.                                                                                             |
| 2020     | Geen editie i.v.m. corona |
| 2021     | Geen editie i.v.m. corona |
| 2022     | Nona, Tim Akkerman & The Ivy League, Lex Uiting, Evil Conduct, The Euros, Call to Rise, Mental Theo, Tony Junior, Feestnation, Kruzo, Dai$y, DJ Mar                                                                                    |
| 2023     | Rondé, Frans Pollux, The Vices, Billy Spandex, Kuzko, Volbeer, Darkraver, Stuk XXL, Claploopers, Nome., Under Above, SDNX |
| 2024     | FvO (Floris van Oranje), Marco V, Rudeboy plays Urban Dance Squad, Orange Skyline, Tribute to Toto, Rave van Fortuin, Baby Blue, Quintino, Primaat, Kiek Mer, Prengel                                                                  |